# Federació de Futbol de Gàmbia
La Federació de Futbol de Gàmbia (anglès: 'Gambia Football Federation') (GFF) és la institució que regeix el futbol a Gàmbia. Agrupa tots els clubs de futbol del país i es fa càrrec de l'organització de la Lliga gambiana de futbol i la Copa. També és titular de la Selecció de futbol de Gàmbia absoluta i les de les altres categories. Anteriorment s'anomenà Gambia Football Association.
Va ser formada el 1952.
- Afiliació a la FIFA: 1968
- Afiliació a la CAF: 1966[7]